# Alejandro Zamudio
Alejandro Zamudio Galindo (Ciudad de México, 25 de febrero de 1998) es un futbolista mexicano que se desempeña como centrocampista ofensivo.

## Trayectoria

### Club Universidad Nacional
El 9 de abril de 2017 debutó en la Liga MX con el Club Universidad Nacional, ingresando como suplente en la derrota 1-0 ante el Deportivo Toluca F. C. en la jornada 13 del Torneo Clausura de ese año.
Zamudio fue cedido al Club Puebla para el Torneo Clausura de 2019, donde disputó la Copa México, para luego regresar a la C. Universidad Nacional.

## Clubes
| Club                    | País   | Año     |
| ----------------------- | ------ | ------- |
| C. Universidad Nacional | México | 2017-18 |
| C. Puebla               | México | 2019    |
| C. Universidad Nacional | México | 2019-20 |
| Pumas Tabasco           | México | 2020-23 |

## Selección nacional
Ha sido convocado a diversas categorías de la selección mexicana y ha competido en torneos internacionales, representando a México en las categorías Sub-15, Sub-17 y Sub-21.
Participó en el Campeonato Sub-17 de la Concacaf de 2015, bajo la dirección de Mario Arteaga, donde México se proclamó campeón.